# Topang
Topang is een bestuurslaag in het regentschap Kepulauan Meranti van de provincie Riau, Indonesië. Topang telt 2418 inwoners (volkstelling 2010).